# Onthophagus ohmomoi
Onthophagus ohmomoi là một loài bọ cánh cứng trong họ Bọ hung (Scarabaeidae).